# Коммуна (рятувальне судно)
«Коммуна» (до 1922 року — «Волхов») — морське допоміжне судно ВМФ Росії, рятувальник підводних човнів, за конструкцією — катамаран. Найстаріше судно ВМФ Росії, і найстаріше у світі судно, що фактично перебуває на озброєнні та виконує бойові завдання.
Станом на 2022 рік перебувало у складі Чорноморського флоту. Пройшло модернізацію, обладнане підводним роботом Seaeye Panther Plus.

## Історія
Ідею будівництва спеціалізованого рятувального судна для потреб підводників подав у червні 1909 року командир підводного човна «Кефаль» Сибірської флотилії В. А. Меркушов. У своїй доповідній записці він як приклад посилався на німецьке судно «Вулкан», характеристики якого йому стали відомі раніше, під час служби на Балтиці, з літератури та від офіцерів, що приймали підводні човни типу «Карп» на німецькій верфі Germaniawerft у Кілі.

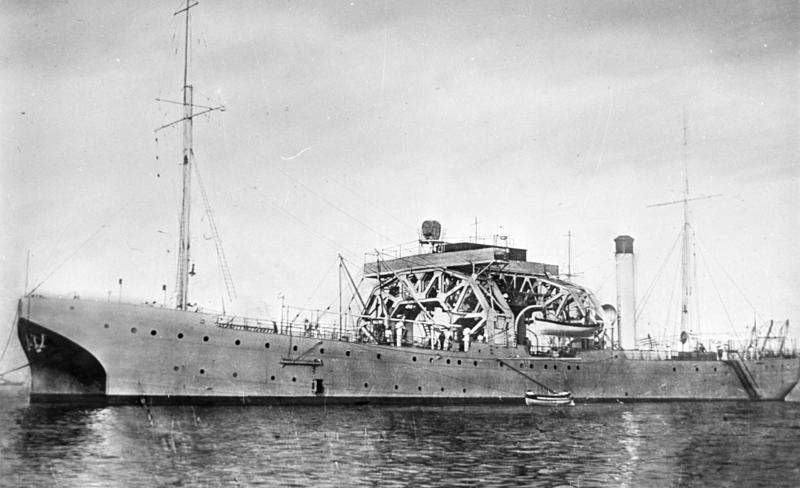
Прототип: німецьке рятувальне судно «Вулкан» (SMS Vulkan) у 1908 році.

Ідею помітили, і до 1911 року на Путилівському заводі розробили проєкт, який виявився найкращим із представлених на конкурс. 5 травня 1912 з Товариством Путилівських заводів було підписано контракт на будівництво судна.
Судну дали ім'я «Волхов» (стар. «Волховъ»
), за основною версією — на честь новгородської річки, за іншою — на честь біблійних волхвів.
У 1915 році побудоване на Путилівській корабельні судно увійшло до складу Російського імператорського флоту.
У деяких джерелах стверджується, що при будівництві використовувалася особлива ковка корабельна сталь, прозвана «путилівською», метод виготовлення якої згодом був ніби втрачений, і завдяки цій сталі навіть через сто років після спуску на воду корпусні конструкції корабля знаходяться у відмінному стані. Проте, за даними фахівців Російського державного архіву військово-морського флоту (РДА ВМФ), дані твердження не мають жодних підстав. У процесі будівництва «Волхова» використовувалася стандартна на той час сименс-мартенівська сталь (сьогодні заведено називати її просто мартенівською, хоча процес отримання даного типу литої сталі був запропонований Сіменсом та Мартеном). В результаті проведених експертами Роскосмосу досліджень було встановлено, що з великою часткою ймовірності, високі антикорозійні властивості сталі корпусу Волхова були отримані в результаті її вороніння в ході будівництва судна.

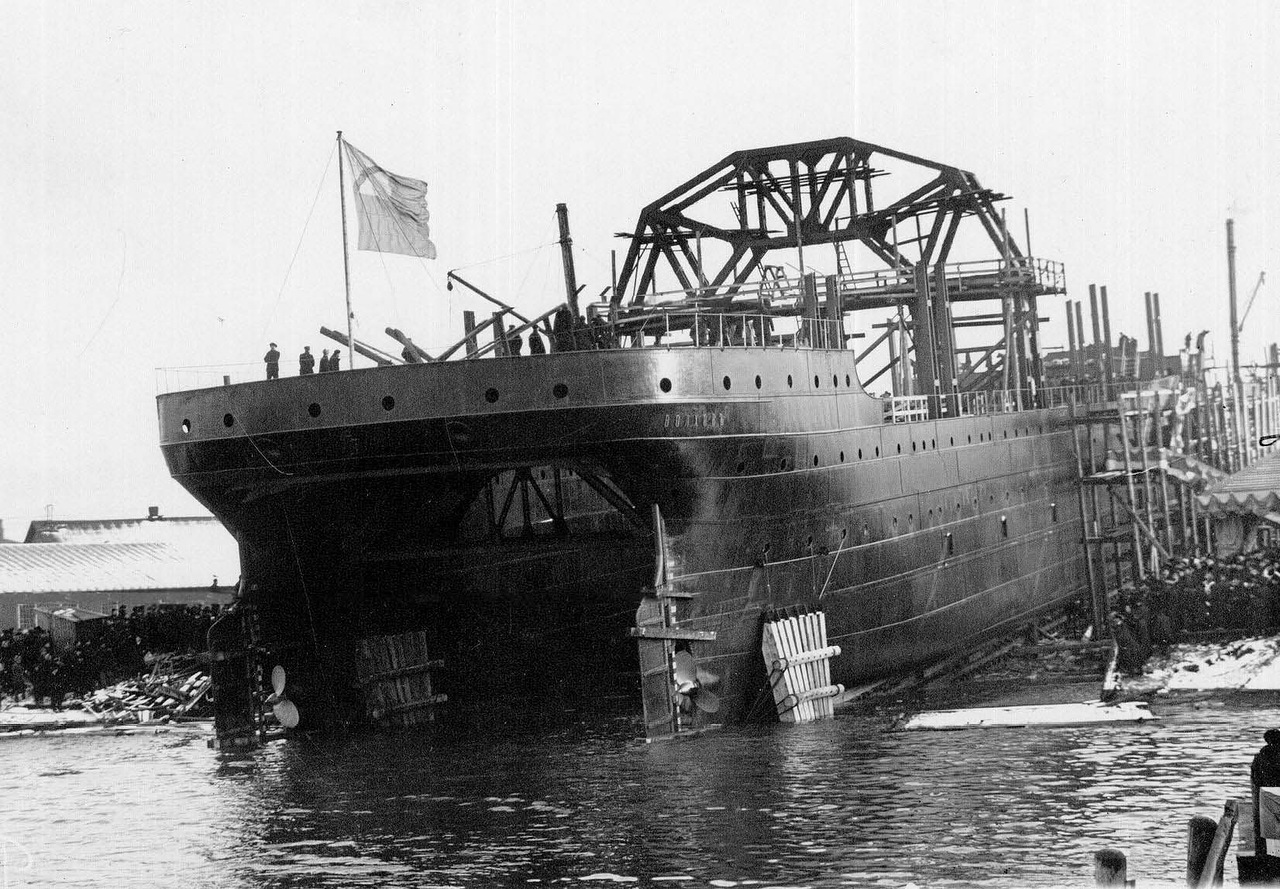
Спуск на воду рятувального судна «Волхов» (Путилівська корабельня,).

Першим місцем базування судна став Ревель, де Волхов використовувався як плавуча база підводних човнів, транспортуючи до 10 запасних торпед, 50 тонн палива, а також надаючи каюти для розміщення до 60 підводників.
Вперше «Волхов» був застосований в червні 1917 при підйомі підводного човна АГ-15 (проєкту «Американський Голланд») біля Аландських островів. Цей епізод пізніше увійшов у повість «Підводники» О. С. Новикова-Прибоя, а «Волхов» у ній описаний під назвою «Мудрець».

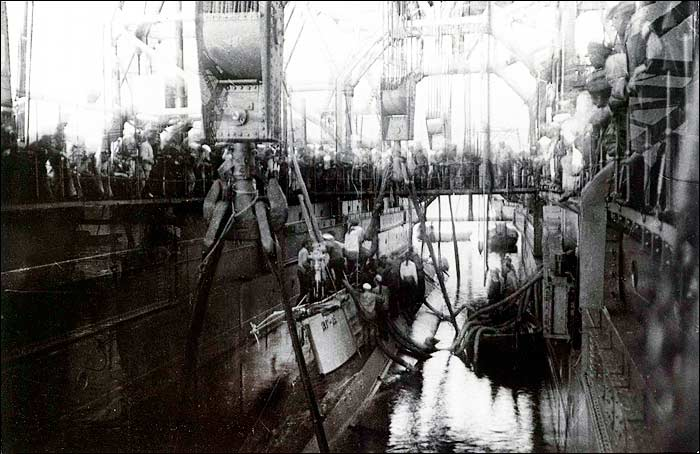
«Волхов» та піднята ним АГ-15

24 вересня (7 жовтня) 1917 року рятувальним судном «Волхов» з глибини 13,5 метра було успішно піднято затонулий під час навігаційної аварії підводний човен «Єдиноріг» (типу «Барс»).
31 грудня 1922 року судно «Волхов» було перейменовано на «Комуну».
В 1928 «Комуною» (командир — С. І. Рябков) був піднятий англійський підводний човен L-55.
У квітні-червні 1933 року «Комуна» підняла з глибини 84 метри підводний човен «Робітник», що затонув у 1931 році.

### Друга світова війна
У роки німецько-радянської війни служило у складі Балтійського флоту, забезпечувало ремонт підводних човнів, у тому числі докування субмарин типу «Малютка».

### Після війни
Наприкінці листопада 1956 року судно знову заступило на бойове чергування: з глибини 45 метрів було піднято протаранений есмінцем підводний човен М-200. У жовтні 1957 року з глибини 73 метри було піднято підводний човен М-256.
У 1967 році «Комуна» була передислокована з Кронштадта до Севастополя.
У 1973 переобладнано в носій підводних апаратів. Оснащено апаратом (автономним снарядом) АС-6 типу «Пошук-2» проєкту 1832.
У 1977 році «Комуна» займалася підйомом з дна літака Су-24, що зазнав катастрофи.
У 1984 році були плани щодо передачі судна у відання Академії наук СРСР, проте вони не були реалізовані, і "Комуна" була переобладнана для виконання початкових функцій судна-рятувальника.
17 листопада 2013 року виповнилося 100 років з дня спуску судна на воду. 14 липня 2015 року у Севастополі урочисто відзначили віковий ювілей з дня підйому Андріївського прапора на судні-рятувальнику.
У 2016 році на час ремонту СС «Саяни» обладнано рятувальним глибоководним апаратом АС-28 (проєкт 1855 «Приз»).

### Російсько-українська війна
У 2022 році під час російського вторгнення в Україну судно було відправлено на пошук флагмана Чорноморського флоту ракетного крейсера «Москва», який затонув 14 квітня 2022 року внаслідок ракетного удару двома ракетами Р-360 «Нептун» берегового протикорабельного комплексу РК-360МЦ «Нептун». Зробити детальніші висновки про дії «Комуни» в районі затоплення флагмана чорноморського флоту рф за даними з супутників заважала хмарна погода в тому районі.
21 квітня 2024 року судно було вражене у порту тимчасово окупованого Севастополя. Останнім призначенням корабля стало прикриття власним корпусом інших кораблів у гавані. .